# Semiothisa repetita
Semiothisa repetita är en fjärilsart som beskrevs av Louis Beethoven Prout 1910. Semiothisa repetita ingår i släktet Semiothisa och familjen mätare. Inga underarter finns listade i Catalogue of Life.